# Magomied Murtazalijew
Magomied Abdułajewicz Murtazalijew (ros. Магомед Абдулаевич Муртазалиев; ur. 27 marca 2001) – rosyjski zapaśnik walczący w stylu klasycznym. Srebrny medalista mistrzostw Europy w 2024. Drugi na wojskowych MŚ w 2024. 
Mistrz świata U-23 w 2023 i trzeci w 2024. Mistrz Europy U-23 w 2024 roku.
Trzeci na mistrzostwach Rosji w 2023 roku.